# 光吉敏郎
光吉 敏郎（みつよし としろう、1962年5月23日 - ）は、日本の経営者。住友林業代表取締役社長。

## 人物・経歴
佐賀県出身、1985年に早稲田大学教育学部を卒業し、住友林業入社。2008年海外事業本部海外開発部長、2010年執行役員・海外事業本部海外開発部長、2011年常務執行役員海外事業本部長、2014年常務執行役員・住宅事業本部副本部長、2014年取締役常務執行役員東北復興支援担当・住宅事業本部副本部長、2015年住友林業ホームテック代表取締役社長、2017年取締役常務執行役員・住宅事業本部長、2018年取締役専務執行役員住宅・建築事業本部長を経て、2020年4月1日に同社代表取締役社長に就任。